# Ganda (ètnia)
Els ganda o baganda (en singular: muganda) és un poble de l'Àfrica oriental, que viu principalment a Uganda, dins el Regne Buganda, i també a Tanzània i a Kenya.

## Etnònim
Segons les fonts i el context, ens trobem amb diverses formes d'etnònims, com ara: baganda, buddu, ganda, luganda, ouaganda, i waganda. Les principals formes conservades en són ganda, baganda, i fins i tot waganda.

## Història
El poble ganda es va estructurar administrativament i política a començament del segle XIX al voltant del Kabaka (rei), que també tenia autoritat religiosa i poder judicial. Amb una administració eficient i un exèrcit preparat, el regne del poble ganda continuà expandint-se. El seu poder continuà creixent després de la invasió britànica, i després conservaren un estatus especial després d'eixir del Protectorat britànic d'Uganda. El seu règim reial va desaparéixer el 1966 abans de reaparéixer, afeblit, el 1993.

## Població
Els ganda viuen a la riba nord i nord-oest del llac Victòria, a Uganda, a la zona més fèrtil de l'estat. Gràcies als conreus de banana, cotó i café, així com per la seua història, tenen un nivell de vida més alt que altres poblacions. La població de Ganda està formada per una cinquantena de clans.
Al cens del 2002 era, amb diferència, el grup ètnic més representat a Uganda, amb un 16,9% del total de la població.
Els ganda parlen luganda (ganda), una llengua bantu. El nombre de parlants es calcula en 5,6 milions en el cens del 2014. També s'hi utilitza l'anglés.

## Cultura

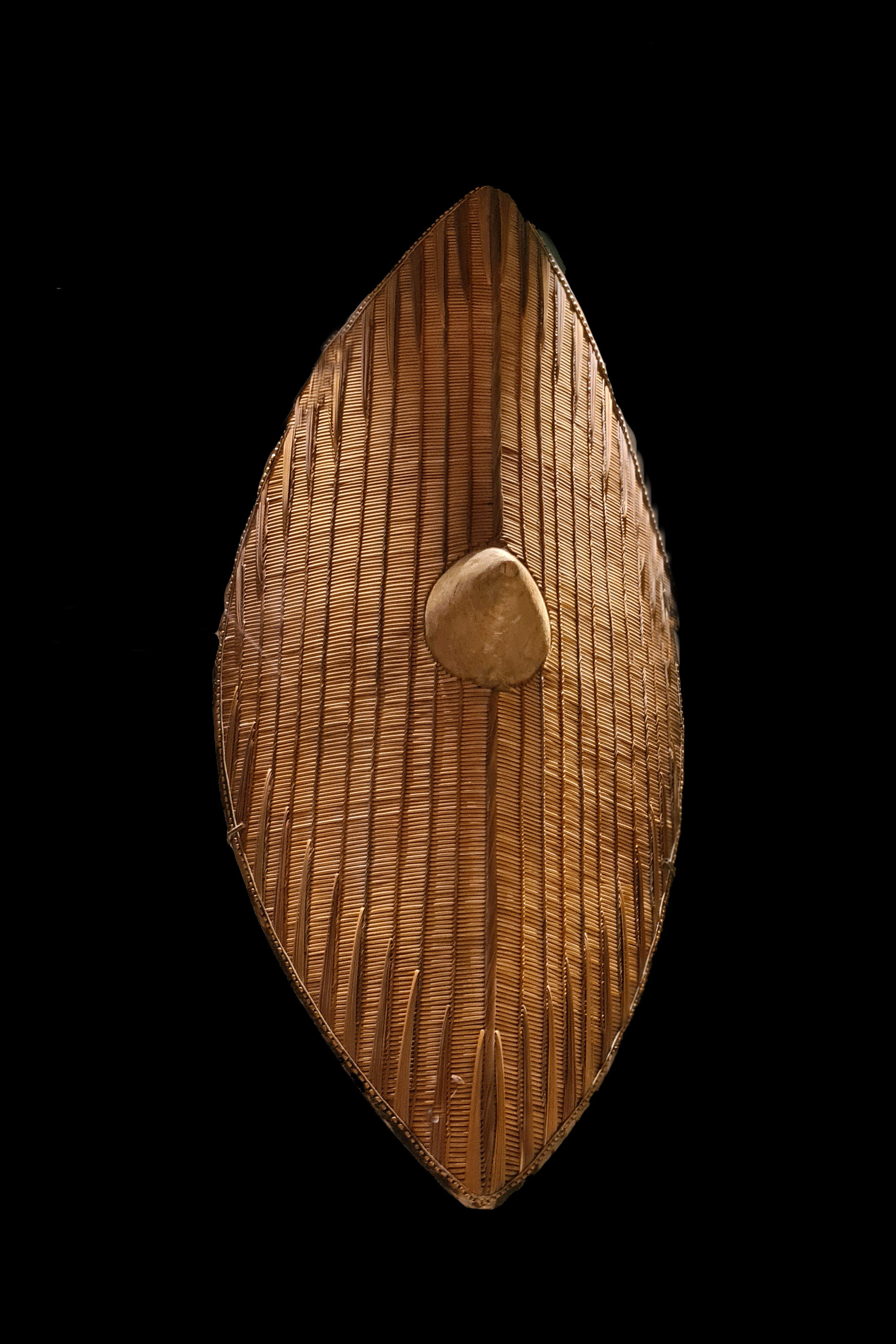
Escut (Museu Britànic)

En la cultura baganda, l'origen de la humanitat s'explica pel mite de Kintu, el primer humà, i la seua dona Nambi.
Cada clan venera tradicionalment un o més animals tòtems, i això duu en particular a prohibicions dietètiques. Al segle XXI la majoria dels ganda s'han convertit al cristianisme, la qual cosa no ha impedit que les tradicions pròpies i la poligàmia hi continuen.
L'endongo és l'instrument nacional del poble ganda.